# Васильев, Юрий Петрович
Ю́рий Петро́вич Васи́льев (20 февраля 1929, Нижний Тагил, Уральская область — 4 сентября 1993, Екатеринбург) — советский и российский актёр театра и кино, народный артист РСФСР (1979).

## Биография
Родился 20 февраля 1929 года в Нижнем Тагиле. В 1951 году окончил Ленинградский театральный институт имени А. Н. Островского.
В 1951—1993 годах играл в Свердловском театре драмы. Многоплановый актёр, с одинаковым успехом исполнявший психологические и характерные роли. Член КПСС, был секретарём парторганизации театра. Председатель Свердловского отделения СТД РСФСР. Работал с актёрами Ачитского народного театра.
Скончался 4 сентября 1993 года в Екатеринбурге. Похоронен на Широкореченском кладбище.

### Семья
- жена — Вера Михайловна Шатрова (1918—2008), актриса Свердловского театра драмы[4].

## Работы в театре
- «А зори здесь тихие…» Б. Васильева — старшина Васков
- «Берег» Ю. Бондарева — Самсонов
- «Валентин и Валентина» М. Рощина — Володя
- «Гнездо глухаря» В. Розова — Судаков
- «Мсье Амилькар платит» И. Жамиака — Мсье Амилькар
- «Мещане» М. Горького — Нил
- «Оптимистическая трагедия» В. Вишневского — Сиплый
- «Проделки Ханумы» А. Цагарели — Акоп
- «Трамвай „Желание“» Т. Уильямса — Стенли Ковальский
- «Третья патетическая» Н. Погодина — Дятлов
- «Энергичные люда» В. Шукшина — Простой человек

## Фильмография
- 1956 — В погоне за славой — Артём Точилин, сельский изобретатель-самоучка
- 1958 — Ваня — милиционер
- 1958 — Очередной рейс — шофер бензовоза (нет в титрах)
- 1971 — Кочующий фронт — белый офицер
- 1975 — Клад — начальник (нет в титрах)
- 1976 — День семейного торжества — Николай Иванович Рокотов, тренер Виктора по автоспорту
- 1976 — Только вдвоём — Фёдор Фомич

## Награды и премии
- заслуженный артист РСФСР (14 мая 1971)
- народный артист РСФСР (18 октября 1979)[1]
- премия Свердловского областного конкурса «Браво! — 1979» в номинации «Лучшая мужская роль» — за роль Судакова в спектакле «Гнездо глухаря»[2]
- орден Трудового Красного Знамени